# Sthenias javanicus
Sthenias javanicus là một loài bọ cánh cứng trong họ Cerambycidae.